# Филинское (Нижегородская область)
Фи́линское — село в Вачском районе Нижегородской области, административный центр Филинского сельсовета.

## История
В конце XIX — начале XX века на территории нынешнего села существовал погост Кубовский и 4 деревни: Филинская, Кожинка, Нехайка, Турлово.
Церковь пророка святого Илии в Кубовом погосте упоминается в писцовых книгах 1629-30 годов. Деревни Филинская, Кожинка, Нехайка, Турлово упоминаются в составе Кубовского прихода в окладных книгах 1676 года.
В конце XIX — начале XX века деревни Филинское и Кожинка входили в состав Новосельской волости, деревни Нехайка, Турлово и Кубов погост — в состав Монаковской волости Муромского уезда Владимирской губернии. В 1926 году в деревне Филинское числилось 62 двора, в Кожинке — 29 дворов, в Нехайке — 76 дворов, в Турлово — 62 двора.
С 1929 года деревня Филинское являлась центром Филинского сельсовета Вачского района Горьковского края, с 1936 года — в составе Горьковской области, с 2009 года — в составе Филинского сельсовета.

## Население
| 1859 | 1905 | 1926 | 1999  | 2002  | 2010  |
| ---- | ---- | ---- | ----- | ----- | ----- |
| 100  | ↘98  | ↗365 | ↗2615 | ↘2306 | ↘1933 |

## Филинское в наши дни
Построен вновь филинский храм в честь святого пророка Божиего Илии с приделом в честь преподобного Сергия Радонежского.

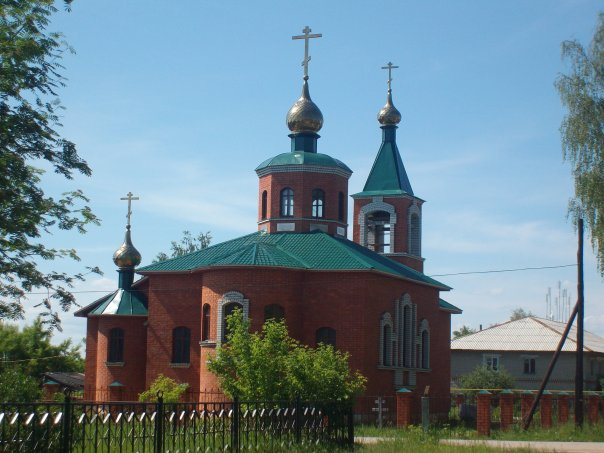
Храм пророка Божия Илии с приделом прп. Сергия Радонежского

Село газифицировано и телефонизировано. В нём установлен «красный» таксофон с номером (83173) 72-401. В селе имеются средняя школа, участковая больница, дом культуры, библиотека, ветеринарный пункт.

В Филинском действует предприятие по переработке слюдяного сырья и выпуску продукции на основе слюды, производству элементов обогрева и ТЭНов ОАО «Слюда».
Филинское стоит на автодороге Р125 Муром — Нижний Новгород. Доехать до Филинского можно по вышеупомянутой автодороге на автомобиле или автобусами Нижний Новгород-Филинское, Павлово—Филинское, Павлово—Клин и др. Или из Нижнего Новгорода автобусом, следующим до Выксы, Кулебак или Навашино.